# Vozneseni, Leova
Vozneseni este satul de reședință al comunei cu același nume  din raionul Leova, Republica Moldova.

## Demografie

### Structura etnică
Structura etnică a satului Vozneseni conform recensământului populației din 2004:
| Grup etnic                    | Populație | % Procentaj |
| ----------------------------- | --------- | ----------- |
| Bulgari                       | 470       | 66,67%      |
| Băștinași declarați Moldoveni | 148       | 20,99%      |
| Găgăuzi                       | 26        | 3,69%       |
| Ruși                          | 26        | 3,69%       |
| Ucraineni                     | 17        | 2,41%       |
| Țigani                        | 8         | 1,13%       |
| Evrei                         | 1         | 0,14%       |
| Alții                         | 9         | 1,28%       |
| Total                         | 705       |             |